# Sprawa szkunera „Pearl”
Sprawa szkunera „Pearl” (z ang. „Perła”) wiązała się z największą zbiorową próbą ucieczki czarnych niewolników w Stanach Zjednoczonych.  15 kwietnia 1848 roku siedemdziesięciu sześciu niewolników próbowało zbiec z miasta Waszyngton, gdzie prawo zezwalało na posiadanie i handel niewolnikami.
29-letni Daniel Drayton, człowiek bez określonego zawodu, pogardzał niewolnictwem, a jednocześnie bardzo potrzebował pieniędzy. Grupa niewolników obiecała mu sporą sumę za przewiezienie na tereny wolne.
Drayton wynajął za 100 dolarów kapitana 54-tonowego szkunera zatokowego „Perła”, Edwarda Sayresa, z którym wspólnie przygotowali statek do drogi. W nocy dotarła nań grupa uciekinierów – mężczyzn, kobiet i dzieci – oddając się w ręce trzech białych (obok Draytona i Sayresa na pokładzie znalazł się też kucharz o nazwisku English). Plan zakładał żeglugę w dół rzeki Potomak, a następnie w górę zatoki Chesapeake, ku Delaware, gdzie niewolnictwo nie było tolerowane. Przeciwny wiatr i rozpoczynający się odpływ przeszkodził w żegludze w głąb zatoki, więc Sayres postanowił zakotwiczyć w ujściu rzeki i poczekać do rana.
Tymczasem właściciele niewolników odkryli ucieczkę i wysłali pogoń. Jak napisał po latach w swych wspomnieniach Drayton: „Dodge z Georgetown, bogaty starszy pan, dostrzegł brak trojga swych niewolników, a jego mały parowiec „Salem” był w gotowości do drogi. Trzydziestu pięciu uzbrojonych mężczyzn, w tym dwóch synów starego Dodge'a, uruchomiło statek i w niedzielę w południe pościg ruszył”.
„Salem” dopadł „Perłę” w poniedziałek rano i po krótkiej szamotaninie oba statki zawróciły do Waszyngtonu. Wydarzenie to zawiera w sobie pewne niejasności, dotyczące m.in. kwestii znajomości drogi przez goniących (trasa biegnąca w dół Potomacu, a następnie w górę zatoki), mimo że zbiegowie mogli wybrać drogę lądową, lub popłynąć w innym kierunku. Trafność wybrania drogi ucieczki zrodziła podejrzenie, że ktoś zamieszany w sprawę ucieczki zdradził, co zostało potem potwierdzone. Zdrajcą okazał się niewolnik Judson Didds, który został dopuszczony do tajemnicy szczegółów ucieczki.
Wśród właścicieli niewolników zapanowała atmosfera zagrożenia, granicząca z histerią. Zaczęto szukać winnych zorganizowania ucieczki. Podejrzenie padło na dr. Gamaliela Bailey'ego, wydawcę „The National Era”, pisma o wyraźnych sympatiach pro-abolicjonistycznych; tłum właścicieli i ich sympatyków napadł na budynek redakcji, niemal doszczętnie go demolując. Jednocześnie zaczęła się dyskusja, jak należy ukarać zbiegłych niewolników. W jej efekcie wszystkich siedemdziesięciu sześciu sprzedano do domów aukcyjnych w Aleksandrii, skąd jednak, dzięki pomocy abolicjonistów, własnej zapobiegliwości i pewnej dozie szczęścia, odzyskali wolność. Najliczniejszą wśród nich grupę (11 osób) stanowiła rodzina Edmonsonów, której potomkowie żyją do dziś w Stanach Zjednoczonych i w Australii.
Drayton, Sayres i English stanęli przed sądem. Ich adwokatem był znany abolicjonista Horace Mann. Proces rozpoczął się w lipcu, przy czym oskarżonymi byli Drayton i Sayres; English został zwolniony, bowiem sąd uznał, że jego udział był przypadkowy. Drayton i Sayres – po apelacji – zostali skazani na kary grzywny, ale wobec niewypłacalności trafili do więzienia. Po czterech latach senator Charles Sumner napisał do prezydenta Fillmore’a z prośbą o ułaskawienie obu skazańców. Prezydent wydał pozytywną decyzję w 1852 roku.
Incydent spowodował wydanie przez Kongres w roku 1850 kompromisowej ustawy, zgodnie z którą w Dystrykcie Columbia zakazany został handel niewolnikami, aczkolwiek ich posiadanie nie zostało zakazane.

## „Perła” w kulturze
Nieudana ucieczka zainspirowała Harriet Beecher Stowe do napisania powieści Chata wuja Toma, wydanej w Bostonie w roku 1852.